# Candyman: Day of the Dead
Candyman: Day of the Dead is een Amerikaanse horrorfilm uit 1999 onder regie van Turi Meyer. Het is het derde en laatste deel in de Candyman-trilogie. De film werd direct-naar-video uitgebracht.

## Verhaal
Annie Tarrants dochter Caroline McKeever runt een galerie in Los Angeles. Hier houdt ze een tentoonstelling van kunst gemaakt door Daniel Robitaille. Ze komt oog in oog te staan met zijn bovennatuurlijke incarnatie - Candyman - nadat ze vijf keer zijn bijnaam uitspreekt voor een spiegel. Hij wil dat Caroline hem haar leven schenkt en daarmee zijn opvolger wordt. Wanneer ze weigert, vermoordt hij een voor een haar vrienden en bekenden.

## Rolverdeling
| Acteur           | Personage                    |
| ---------------- | ---------------------------- |
| Tony Todd        | Candyman/Daniel Robitaille   |
| Donna D'Errico   | Caroline McKeever            |
| Jsu Garcia       | David de La Paz              |
| Ernie Hudson Jr. | Det. Jamal Matthews          |
| Wade Williams    | Lt. Det. Samuel Deacon Kraft |
| Robert O'Reilly  | L.V. Sacco                   |
| Lombardo Boyar   | Enrique                      |
| Lupe Ontiveros   | Abuela                       |
| Lillian Hurst    | Flower Seller                |
| Elizabeth Guber  | Det. Jamie Gold              |
| Mark Adair-Rios  | Miguel Velasco               |
| Rena Riffel      | Lena                         |
| Mike Moroff      | Tino                         |
| Chris Van Dahl   | Ornte                        |
| Alexia Robinson  | Tamara                       |
| Elizabeth Hayes  | Annie Tarrant                |
| Jud Meyers       | Fritz                        |